# Velasco Ibarra
Velasco Ibarra – miasto w Ekwadorze, w prowincji Guayas, stolica kantonu El Empalme. 

## Opis
Miejscowość została założona w 1961 roku. W mieście znajduje się węzeł drogowy E30 i E48. Obecnie Velasco Ibarra jest miastem satelickim Quevedo. Patronem miasta jest Matka Boża Fatimska.